# 𢄂买县 (安江省)
𢄂买县（越南语：／），又译新市县，是越南安江省下辖的一个县，与北𣴓省𢄂买县同名。

## 县名释义
对应汉喃文为“𢄂買”，“𢄂”字的意思是“集市”，“买”字的意思是“新”，合起来就是名为“新”的“集市”，即“新市”。

## 地理
𢄂买县北接同塔省清平县，东接同塔省高岭市和高岭县，东南接同塔省垃圩县，西南接龙川市，西接周城县和周富县，西北接富新县。

## 历史
2003年10月17日，美隆社析置美隆市镇，并更名为美安社。
2023年2月13日，越南国会常务委员会通过决议，自2023年4月10日起，会安社改制为会安市镇。

## 行政区划
𢄂买县下辖3市镇15社，县莅𢄂买市镇。
- 𢄂买市镇（Thị trấn Chợ Mới）
- 会安市镇（Thị trấn Hội An）
- 美隆市镇（Thị trấn Mỹ Luông）
- 安盛中社（Xã An Thạnh Trung）
- 平福春社（Xã Bình Phước Xuân）
- 和安社（Xã Hòa An）
- 和平社（Xã Hòa Bình）
- 建安社（Xã Kiến An）
- 建城社（Xã Kiến Thành）
- 隆田A社（Xã Long Điền A）
- 隆田B社（Xã Long Điền B）
- 隆江社（Xã Long Giang）
- 隆建社（Xã Long Kiến）
- 美安社（Xã Mỹ An）
- 美合社（Xã Mỹ Hiệp）
- 美会东社（Xã Mỹ Hội Đông）
- 仁美社（Xã Nhơn Mỹ）
- 晋美社（Xã Tấn Mỹ）